# 효령태자
효령태자(孝靈太子, 1149년 6월 4일(음력 4월 27일) ~ ? )는 고려 시대의 왕족이다. 의종과 장경왕후의 아들이다. 1170년 정중부, 이의방에 의해 부왕 의종이 폐위될 때 왕태자에서 폐위되었다.

## 생애

### 가계
1149년(의종 원년) 4월 27일, 고려 제18대 왕인 의종과 장경왕후의 아들로 태어났다. 성은 왕, 초명은 홍(泓), 이름은 기(祈), 본관은 개성이다. 명종과 신종 등의 조카이며, 희종과 강종 등은 친사촌이다.
효령태자의 모후 장경왕후는 종실 강릉공 왕온의 딸로, 명종비 광정태후, 신종비 선정태후와 친자매간이다. 따라서 광정태후와 선정태후는 효령태자의 숙모인 동시에 이모가 된다.

### 태자 시절
1153년(의종 7년) 음력 4월 20일 왕태자로 책봉되었다. 이후 1155년(의종 9년) 음력 5월 임극충이 태자의 빈객이 되었으며, 1156년(의종 10년) 음력 3월에는 김존중이 태자소보에, 이해 음력 윤10월에는 이지무가 태자태보가 되었다.
1162년(의종 16년) 음력 11월 10일 관례를 치렀고, 1168년(의종 22년) 음력 1월 26일 종실 강양공 왕감의 딸을 태자비로 맞이하였다.
그러나 1170년(의종 24년) 음력 9월 1일, 평소에 환관 중심으로 정치를 하던 의종에게 불만을 품은 무인 정중부 등이 환관 10여 명을 살해하고, 의종을 군기감으로 옮긴 후 폐위시키는 정변을 일으켰다. 이때 태자는 영은관에 유폐되었다. 그리고 바로 다음날 의종은 거제현)으로 쫓겨가고, 태자는 진도현으로 쫓겨갔으며, 태손은 살해되었다. 이후 의종은 3년 뒤인 1173년(명종 3년) 음력 10월 1일 이의민에 의해 시해되었는데, 태자의 생사 여부는 기록이 남아있지 않아 알 수 없다. 시호는 효령태자(孝靈太子)이다.

## 가족 관계
효령태자는 강양공 왕감과 덕녕궁주의 딸과 결혼하였다.
- 조부 : 제17대 인종(仁宗, 1109~1146, 재위:1122~1146)
- 조모 : 공예왕후(恭睿王后, 1109~1183)
  - 부왕 : 제18대 의종(毅宗, 1127~1173, 재위:1146~1170)
- 외조부 : 강릉공 왕온(江陵公 王溫, ?~1146)
  - 모후 : 장경왕후 (莊敬王后, 생몰년 미상)
    - 남매 : 경덕궁주(敬德宮主, 생몰년 미상)
    - 남매 : 안정궁주(安貞宮主, 생몰년 미상)
    - 남매 : 화순궁주(和順宮主, 생몰년 미상)

  - 장인 : 강양공 왕감(江陽公 王瑊, 생몰년 미상)
  - 고모, 장모 : 덕녕궁주(德寧宮主, ?~1192)
    - 아내 : 태자비 왕씨(太子妃 王氏, 생몰년 미상)
      - 아들 : 태손(太孫, ? ~ 1170)

## 효령태자가 등장한 작품
- 《무인시대》(KBS, 2003년~2004년, 배우:하성광)